# 佟佳氏
佟佳氏（转写：Tunggiya hala）是满族和锡伯族姓氏，位列满族八大姓之一。根据《八旗满洲氏族通谱》记载，本为地名，以地为氏；另有说法则认为其前身为金代夹古氏。佟佳氏可考始祖为巴虎特克慎，生七子分别为屯图墨图、达尔汉图墨图、颜图墨图、扬嘉图墨图、坦图墨图、额赫礼图墨图、噶尔汉图墨图。至明朝末期发展为159户，各支主要定居于马察、雅尔湖、加哈、佟佳、佛阿拉、扎库木、哈达、萨木占等地。其中额赫礼图墨图后裔巴笃理家族世居马察；颜图墨图后裔扈尔汉家族世居雅尔湖；达尔汉图墨图后裔佟养正家族世居佟佳，后相继迁徙明朝开原、抚顺经商或为官，并定居于此；还有其他同族世居加哈、长白山等地。他们相继归附清太祖努尔哈赤后被编入满洲八旗，一部分则被编入汉军。清朝时期，各支重要世家贵族、文臣武将等著名人士甚多，有“佟半朝”之称。清太祖元妃、后金开国五大臣之一的扈尔汉、康熙帝生母孝康章皇后、雍正年间重臣隆科多等皆出自该氏，尤以康熙一朝势力最大。民国以后，佟佳氏主要以佟为汉姓，其余使用仝、同、童、董、高、赵、俞、惠等。

## 清代主要世家

### 巴虎特克慎后裔

#### 巴笃理家族
正白旗巴笃理世居马察，努尔哈赤创业之初率五百户归附，任札尔固齐兼佐领，授三等轻车都尉。巴笃理在旅顺口、萨尔浒、遵化等地立有战功授为二等轻车都尉，接连升任礼部尚书兼都统、议政大臣，后于大同之役攻王家庄时阵亡，赠三等男。巴笃理次子卓洛袭爵。卓洛因入塞、松锦、入关、湖广、云南等地有功，又三遇恩诏加至二等伯，官职礼部尚书兼都统、议政大臣。爵位由其孙赫特赫、舒敏、曾孙伊雷、元孙伊勒慎等相继承袭。
巴笃理第三子穆济伦特恩授骑都尉，三遇恩诏加至二等轻车都尉。其子邬济玛袭，从征浙江、福建立功，授一等轻车都尉，邬济曾孙明达袭职调整为骑都尉兼一云骑尉世职。巴笃理四子孟格图任头等侍卫；五子尼雅达、六子塞根均为护军参领兼佐领；孙辈以下多任侍卫、笔帖式、骁骑校、员外郎等官职，其中巴笃理之孙哈达任都统；曾孙马奇官至护军参领，从征云南有功授云骑尉世职。巴笃理之弟蒙阿图任佐领、位列十六大臣之列、官至工部尚书。
巴笃理同族正白旗雅西塔、哲克锡巴班、萨穆哈图、顾胡图、约达尼、缪施浑、拜、卓拜、绥哈等后裔均有世职。其中雅西塔率领二百余满洲人、二百三十余汉人归附努尔哈赤，任佐领、护军统领。其子穆福攻前屯卫、山海关、太原、江西九江等地有功，又遇恩诏加至一等轻车都尉，官至领侍卫内大臣、太子少傅，其孙泰芬承袭时调整为骑都尉兼一云骑尉世职。另外，雅西塔之孙雅图官至副都统。

#### 扈尔汉家族
正白旗扈尔汉世居雅尔湖，早年随其父、雅尔湖寨长扈喇琥归附努尔哈赤。努尔哈赤将扈尔汉收为养子，赐姓觉罗，授为一等大臣，后位居开国五大臣之列。扈尔汉因收费约城主策穆特黑、东海兀集部等处壮丁有功，获得“达尔汉侍卫”之号，后率军征兀集部虎尔哈路、东海萨哈连部、抚顺、开原等地。尤其在萨尔浒之战中，扈尔汉率部击败刘綎、乔一琦所部明军，加世职为三等子，由第三子浑塔袭，后因事革退。顺治年间，顺治帝追念扈尔汉功劳，还给子爵世职，令其五子分袭，长子阿尔赛袭三等轻车都尉、次子布尔赛袭骑都尉、五子瑚什布袭骑都尉、七子达赖袭骑都尉、八子丹布袭骑都尉。浑塔之子色勒任散秩大臣兼佐领。
扈尔汉四子准塔授骑都尉，与鳌拜冒矢石攻克皮岛超升三等男，赐巴图鲁号。入塞时击败冯永盛、侯世禄所部明军，晋为二等男，后因事降世职为一等轻车都尉、革巴图鲁号。在入关诸战役中，准塔在山海关、淮安、沂州、四川、贵州等地接连立功，复其爵位、勇号，晋为一等子。准塔六子阿拉密袭爵，两遇恩诏加至三等伯，因事削去恩诏所加之职，改回一等子世职。
扈尔汉三弟萨木什喀、六弟达尔泰、七弟雅赖均有世职。雅赖因乌拉、蒙古、北京、大凌河、旅顺、河南、江南等地战功授一等男兼一云骑尉世职，其后人改为三等男世袭；萨木什喀因旅顺、皮岛等地战功一度授二等男，后因事革退，锦州之战后，复授骑都尉世职，官至工部尚书。达尔泰授骑都尉，其曾孙三藩之乱中立功，晋一等轻车都尉兼云骑尉世职。此外，扈尔汉次弟胡施塔任佐领、十弟达拜任协领。

#### 佟养真家族

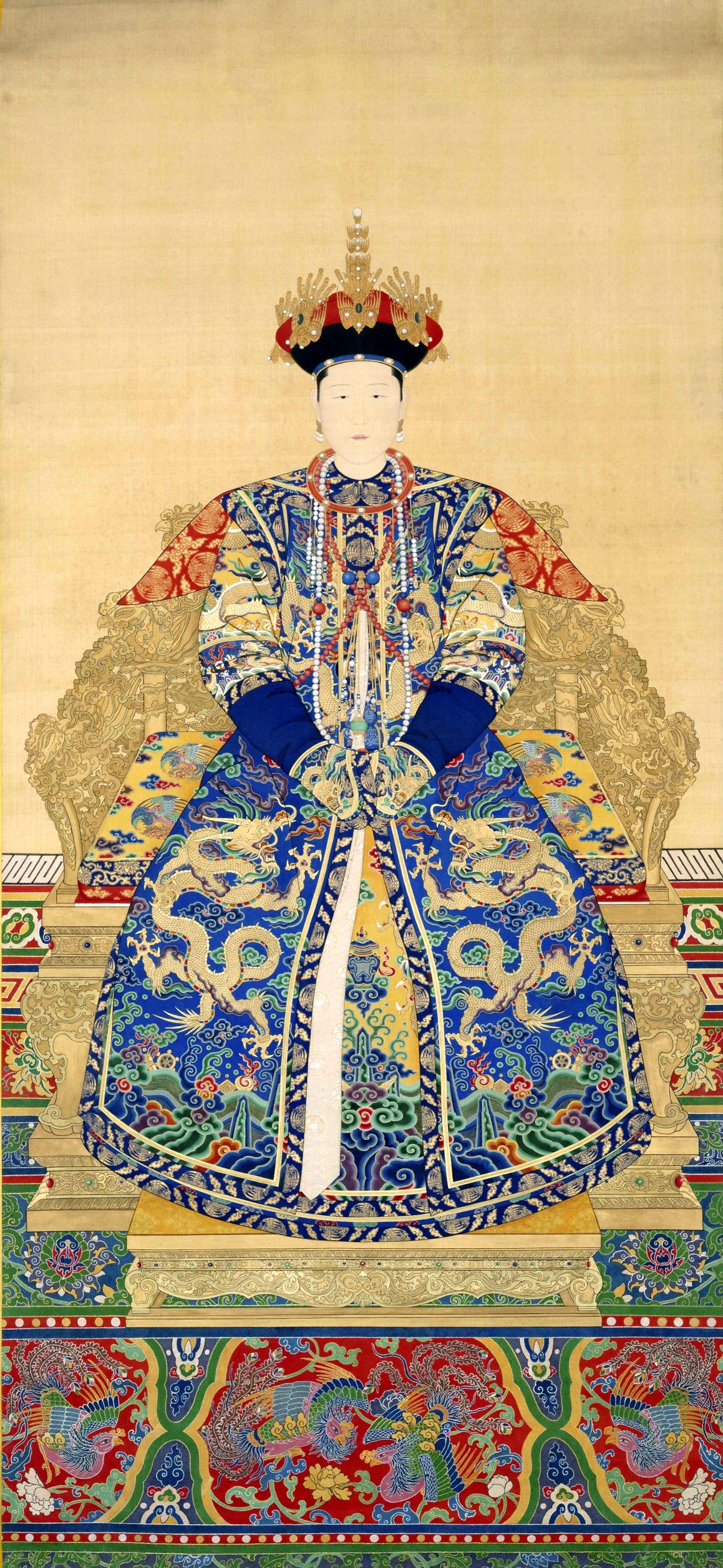
孝康章皇后

镶黄旗佟养真等为达尔汉图墨图（又名达尔哈齐、佟答剌哈、佟达礼）之裔，清朝时期有着“佟半朝”之誉者主要指得是这一支脉。佟养真与从弟佟养性等于天命四年（1619年）后金克抚顺时归降。此后，佟养真从征辽阳立功，授三等轻车都尉，后驻守临近朝鲜边界的镇江城，因明朝降将陈良策复叛，策应毛文龙袭击镇江，其长子佟丰年于此役被杀，佟养真被俘后遭到处决，雍正九年追赠为光禄大夫、一等公，加赠太师，谥忠烈。佟养真次子佟图赖袭三等轻车都尉，从征大凌河、锦州、松山、前屯、太原、河南、江南、湖广等地立屡立战功，接连晋封至二等男，数遇恩诏后加为三等子，历任都统、兵部尚书、定南将军等职。佟图赖之女为康熙帝生母孝康章皇后，因此康熙帝即位后追封佟图赖一等公，其子佟国纲袭爵，官至内大臣、都统、议政大臣，从征噶尔丹时在乌兰布通之战中阵亡，加赠骑都尉兼云骑尉。长子鄂伦岱袭爵，后获罪被革，由佟国纲三子夸岱、孙纳穆图等相继承袭。鄂伦岱长子补熙承袭加赠之骑都尉兼云骑尉，历任绥远城将军等职。佟国纲次子法海原任兵部尚书。佟图赖次子佟国维，历任内大臣等职，因其女为孝懿仁皇后而封一等公，从征噶尔丹时立功，其三子隆科多袭，官至尚书，为雍正年间重臣，后获罪，由隆科多之弟庆复袭爵。佟国维长子叶克书任銮仪卫銮仪使、次子德克新任三等侍卫、四子庆元任光禄寺少卿、五子庆恒任三等侍卫、七子庆泰任副都统兼佐领；孙舜安颜为和硕额驸，官至任领侍卫内大臣。
汉军正蓝旗佟养性，授三等男，娶努尔哈赤孙女，封额驸，因从征辽东有功优授为二等子，其三子六十袭职时三遇恩诏晋封三等伯，官至都统。其子佟国瑶承袭，历福建将军等职。佟国瑶之孙齐福袭职时调整为二等子世职。佟养性之曾孙佟世功任佐领，从征陕西时阵亡，赠云骑尉世职，因无嗣以其侄佟鉴承袭。
同旗佟养材亦为佟养真从兄弟，其子佟恒年也在镇江之役中被杀，赠骑都尉，其弟佟成年、侄孙佟国印相继袭职。佟国印因锦州、松山、山东、前屯等地相继立功，晋为二等轻车都尉，三遇恩诏加至三等男，官至工部侍郎，后人袭爵时改回二等轻车都尉世职。
此外，佟养真同族正红旗塔本巴颜、汉军镶红旗佟镇国、正蓝旗佟山、佟养泽、镶蓝旗努颜、噶哈、阿尔瑚理、包衣丰阿、南泰、葛臣、哈哈纳后裔均有轻车都尉、骑都尉或云骑尉世职。其中，塔本巴颜为清太祖元妃哈哈纳扎青之父。佟镇国自广宁归附，授三等轻车都尉，后因擒获广宁明朝信使，超授三等男世爵。努颜长子席特库初授骑都尉，从征大凌河、北京、山东、锦州、松山、山海关、蒙古等地屡立战功，晋为一等轻车都尉兼云骑尉，三遇恩诏加至一等男世爵，官至副都统。噶哈任佐领，其子兰拜从征黑龙江、锦州、山海关、湖广等地屡立战功，授二等轻车都尉，三遇恩诏加至二等男，历任都统、吏部尚书等官职。其曾孙常升袭爵时改回二等轻车都尉世职，任宁古塔副都统。另外，噶哈之孙倭赫曾任川陕总督。

#### 其他
正蓝旗浑托和世居加哈，其曾孙安泰任七品官，三藩之乱中在岳州与吴应奇作战时阵亡，赠云骑尉世职。浑托和元孙哈克山任护军统领，三藩之乱期间在麓山、察哈尔等地接连立功，授三等轻车都尉，后从征江西湖广等地，在永兴与马宝作战时阵亡，赠为一等轻车都尉兼一云骑尉世职，谥武毅。因无嗣，由其侄巴尔泰一脉承袭。浑托和之元孙巴克山任委署护军校，在三藩之乱中从征察哈尔、云南等地立功，优授骑都尉世职。
此外，浑托和同族镶白旗尼堪外兰、镶红旗苏敏都都、正蓝旗额济讷后裔因征南明、三藩等战役立功而获得骑都尉或云骑尉世职。
正红旗尼堪洪科世居长白山，任佐领。长子茂海任杭州副都统、次子博尔岱任荆州副都统、三子噶布拉任护军参领兼佐领、四子伊希达任盛京刑部侍郎。尼堪洪科族侄吴纳哈赖任护军参领，从征锦州、山海关、庆都县等地立功授骑都尉，此后从征河南、江南，于江阴阵亡，优赠三等轻车都尉。其子齐纳汉承袭时三遇恩诏加至一等轻车都尉兼一云骑尉，其孙佟升袭职改回承袭三等轻车都尉世职。

### 其他家族
史籍中还记载了其他未注明为巴虎特克慎之裔的佟佳氏世家。其中正黄旗觉善世居雅尔湖，其四世孙壮肯尔任委署护军校，三藩之乱中从征浙江、福建、云南等地，授云骑尉，此后于征讨噶尔丹时阵亡，赠骑都尉世职。
镶黄旗萨穆什喀、吴章阿、萨穆什喀同族镶白旗蒙古世居加哈。萨穆什喀四世孙瑚密色因追逃、从征昌平、通州、锦州、山海关等地授骑都尉兼一云骑尉，从征浙江时于杭州阵亡，赠二等轻车都尉世职；萨穆什喀四世孙哈尔汉任委署章京，参与三围锦州、山海关等地，于延安府阵亡，赠骑都尉世职。蒙古之子罗察任刑部副理事官，授云骑尉，从征湖广梯攻荆州有功，授骑都尉世职。吴章阿六世孙福绶从征准噶尔阵亡，赠云骑尉世职，其子穆兰袭时由镶黄旗旗分佐领改隶包衣佐领。
正黄旗哈普塔伊拉亲、正蓝旗穆隆额、镶蓝旗都馨世居佟佳。哈普塔伊拉亲长子舜古尔岱任护军参领，从征锦州、山海关等地有功，授骑都尉世职。穆隆额之孙泰音布三藩之乱中从征云贵等地有功，授云骑尉世职。都馨之子帕帕任兵部启心郎，清军定鼎北京时授骑都尉，其子硕鼐袭职后从征云贵等地立功，优授二等轻车都尉世职。
正蓝旗夸山与同族费约尔浑世居勒福屯。夸山任佐领，其长子巴兰任内务府总管，三子骚达色任护军参领，于锦州、河南、江南、蒙古等地立功兼遇恩诏加至一等轻车都尉，曾孙全保袭职时改为骑都尉兼一云骑尉世职。费约尔浑之孙定柱任委署护军校，在乌兰布通之战中立功，授云骑尉世职。
正白旗乌进世居哈达，其子迈图任二等侍卫，从征山东、福建、浙江等地立功，授云骑尉，官职副都统、议政大臣，从征噶尔丹时阵亡，赠三等轻车都尉世职。正蓝旗图兰世居萨木占，其孙乌腾格任骁骑校，三藩之乱时从征浙江、福建击破耿精忠部有功，授云骑尉世职。正白旗和尔惠世居札库木，其子色克腾、孙苏达尔汉、齐格授、哲赫理授云骑尉，其中哲赫理从征察哈尔布尔尼立功。镶黄旗外达理世居把尔达，其子萨哈达任护军校围大同时被炮击而死，赠云骑尉世职。